# 毛苦苣苔
毛苦苣苔（学名：Columnea purpurata）为苦苣苔科鯨魚花屬下的一个种。